# Gare Mont-Saint-Hilaire
Cet article concerne la gare. Pour la ville de Mont-Saint-Hilaire, voir Mont-Saint-Hilaire. Pour les autres significations, voir Saint-Hilaire.
La gare Mont-Saint-Hilaire est une gare terminale d'exo située dans la ville du même nom. Elle dessert les trains de banlieue de la ligne exo 3. La gare compte 837 places de stationnement incitatif, 2 places pour le covoiturage et 45 supports pour vélos.
En 2002, elle se nommait Gare Saint-Hilaire avant de prendre son nom actuel.

## Correspondances

### Autobus

#### Exo Vallée-du-Richelieu[3]
| Circuit                                 | Direction                            | Horaires |
| --------------------------------------- | ------------------------------------ | -------- |
| 11 Mont-Saint-Hilaire                   | Village de la gare                   | Horaires |
| 21 Mont-Saint-Hilaire                   | Gare Saint-Hilaire                   | Horaires |
| 21 Mont-Saint-Hilaire                   | La Pommeraie                         | Horaires |
| 22 Mont-Saint-Hilaire                   | Gare Saint-Hilaire                   | Horaires |
| 22 Mont-Saint-Hilaire                   | Du village                           | Horaires |
| 25 Saint-Hyacinthe – Mont-Saint-Hilaire | Mont-Saint-Hilaire                   | Horaires |
| 25 Saint-Hyacinthe – Mont-Saint-Hilaire | Saint-Hyacinthe                      | Horaires |
| 300 Saint-Hyacinthe – Montréal          | Mont-Saint-Hilaire / Saint-Hyacinthe | Horaires |
| 300 Saint-Hyacinthe – Montréal          | Montréal                             | Horaires |